# Glaciazione andino-sahariana
La glaciazione andino-sahariana è un periodo glaciale che ha interessato il Paleozoico tra 450 e 420 milioni di anni fa, l'Ordoviciano superiore e il Siluriano.
Secondo Eyles e Young, "un importante episodio glaciale avvenuto circa 440 milioni di anni fa, è registrato negli strati dell'Ordoviciano superiore in Africa occidentale (formazione di Tamadjert, nel Sahara), in Marocco (Bacino di Tindouf) e nell'Arabia Saudita centro-occidentale. Tutte queste aree si trovavano a latitudini polari in quell'epoca. Dall'Ordoviciano superiore al periodo Llandovery 
del Siluriano, il centro della glaciazione si spostò dall'Africa settentrionale alla parte sudoccidentale dell'America meridionale."
Evidenze di glaciazione risalenti a quel periodo si trovano in Arabia, Sahara, Africa occidentale, Amazzonia meridionale e nelle Ande. Il centro della glaciazione che nell'Ordoviciano (450-440 milioni di anni fa) si trovava nel Sahara, migrò in Sud America nel corso del Siluriano (440-420 milioni di anni fa). La massima estensione della glaciazione si sviluppò in Africa e nel Brasile orientale.
La glaciazione andino-sahariana è una glaciazione minore e fu preceduta dalle più importanti glaciazioni del Cryogeniano avvenute tra 720 e 630 milioni di anni fa, come la Sturtiana e la Marinoana che trasformarono la Terra in una palla di neve; fu seguita dalla glaciazione del Karoo (350-260 milioni di anni fa).